# Wronki (województwo warmińsko-mazurskie)
Wronki (niem. Fronicken, do 1938 r. Wronken) – wieś w Polsce, położona w województwie warmińsko-mazurskim, w powiecie oleckim, w gminie Świętajno.
W latach 1975–1998 miejscowość należała administracyjnie do województwa suwalskiego.

## Nazwa
16 lipca 1938 r. w miejsce nazwy Wronken wprowadzono nazwę Fronicken. 12 listopada 1946 r. nadano miejscowości polską nazwę Wronki.

## Historia
Miejscowość została założona przed 1600 rokiem, prawdopodobnie jeszcze w czasach wielkiej kolonizacji księcia Albrechta Hohenzollerna. W tym czasie do chłopów czynszowych należało 18 włók, a do sołtysa – 2. Na przełomie XVIII i XIX w. Wronki były wsią królewską. W 1875 r. otwarto w miejscowości szkołę; w okresie dwudziestolecia międzywojennego zatrudniała ona jednego nauczyciela i jedną nauczycielkę.
W 1933 r. w miejscowości mieszkały 342 osoby, a w 1939 r. – 457 osób. W 1938 r. we Wronkach mieszkały 342 osoby.
Nieoficjalna część miejscowości – Wesołowo (niem. Kleinfronicken), została założona w 1565 r. na prawie lennym w wyniku nadania Ambrożemu Kolbitzerowi 28 włók lasu.

## Zabytki
Do rejestru zabytków Narodowego Instytutu Dziedzictwa wpisany jest:
- cmentarz rodowy rodziny Mittelsteinerów z pierwszej połowy XIX wieku, przy drodze Olecko – Giżycko.